# Spaniel bretão
O spaniel bretão[Nota] (em francês:  Épagneul breton) é uma raça de cães de caça, que apesar do nome não é um spaniel, mas uma raça francesa e cão de aponte. É originária da península da Bretanha no noroeste da França. É a raça de cão de tiro mais popular da França e favorita nos Estados Unidos, salva da extinção na década de 1900 pelo criador Arthur Enaud. Apesar do nome spaniel, comporta-se como um pointer, levantando e carregando as presas das caçadas. De adestramento considerado fácil, vive em média 11 anos, pode atingir os 15 kg e tem a pelagem do corpo fina e densa, que varia em três cores - preto, laranja e chocolate - junto ao branco.